# Max Bösenberg
Max Bösenberg (* 3. Juli 1847 in Leipzig; † 23. Mai 1918 ebenda; vollständiger Name: Rudolf Max Bösenberg) war ein deutscher Architekt, der in Leipzig lebte und arbeitete. Stilistisch lässt sich sein Werk dem Historismus zuordnen, meist orientierte er sich an den Bauten der italienischen Renaissance.

## Familie
Max Bösenberg entstammte der sächsischen Familie Boesenberg/Bösenberg aus Leipzig. Sein Urgroßvater väterlicherseits war Johann Heinrich Bösenberg, sein Großvater der Leipziger Seiler Johann Conrad Bösenberg (1766–1832). Ein Cousin war der Dresdner Fabrikbesitzer und Stadtrat Gustav Adolf Bösenberg (1835–1891), ein Sohn seines Onkels Ludwig Hermann Boesenberg (1811–1875), Buchhändler und Verleger in Leipzig.
Max Bösenberg war der Sohn des Leipziger Buchbindermeisters Julius Ferdinand Boesenberg (1815–1881) und dessen Ehefrau Friederike Emilie geb. Ockert (1816–1869). Er hatte noch vier Geschwister, u. a. Gustav Walther Bösenberg (1845–1895), der als Buchbindermeister das väterliche Geschäft übernahm. Max Bösenberg war mit Marie Elisabeth Juliane Wilhelmine geb. Georgi (1855–1919) verheiratet.

## Wirken
Bösenberg erhielt seine Ausbildung an der Baugewerkschule Holzminden und besuchte dann die Dresdner Kunstakademie. Danach unternahm er mehrere Studienreisen nach Italien, ehe er sich 1874 endgültig als selbstständiger Architekt in seiner Heimatstadt Leipzig niederließ, wo er die während seiner Italienreisen gewonnenen Eindrücke in Entwürfe und Bauten einarbeitete und mit den technischen Neuerungen seiner Zeit verband.
Neben seinem Wirken als Architekt (seit 1910 im Büro Professor Bösenberg & Sohn) unterrichtete Max Bösenberg auch an der Königlich-Sächsischen Baugewerkenschule Leipzig. Sein bekanntester Schüler war von 1877 bis 1881 Clemens Thieme (1861–1945), der nach seiner Ausbildung einige Jahre im Büro Bösenbergs arbeitete.
Privat begeisterte sich Bösenberg als Mitglied der Leipziger Sektion des Deutschen Alpenvereins für das Bergwandern und die Erhaltung der Natur in den Alpen. Als Freimaurer gehörte er der Leipziger Loge Apollo an.

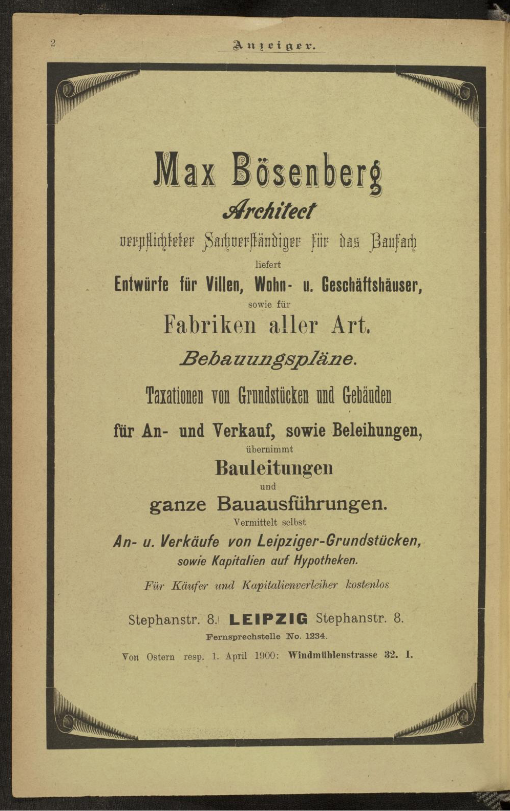
Anzeige im Leipziger Adressbuch von 1900

In Anerkennung seiner Arbeiten für die Fabrik ätherischer Öle Schimmel & Co. in Miltitz (Werkskolonie und Villa Camilla) wurde mit Wirkung zum 6. März 2000 eine neu entstandene Anliegerstraße im Leipziger Ortsteil Miltitz in Bösenbergstraße benannt.
Max Bösenberg wurde in der Familiengrabstätte auf dem Neuen Johannisfriedhof (VI. Abt.) beerdigt.

## Bauten

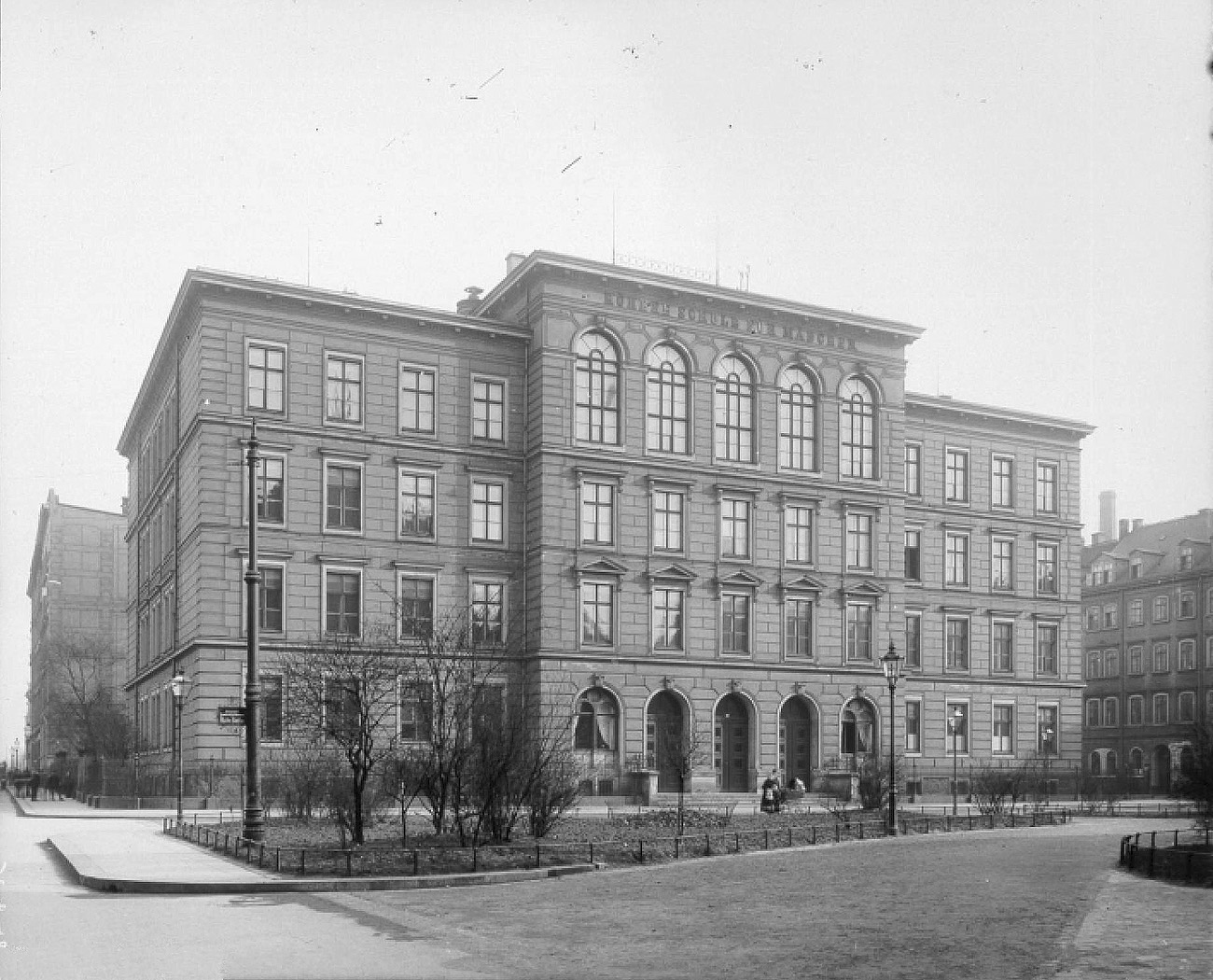
Höhere Schule für Mädchen (um 1900)

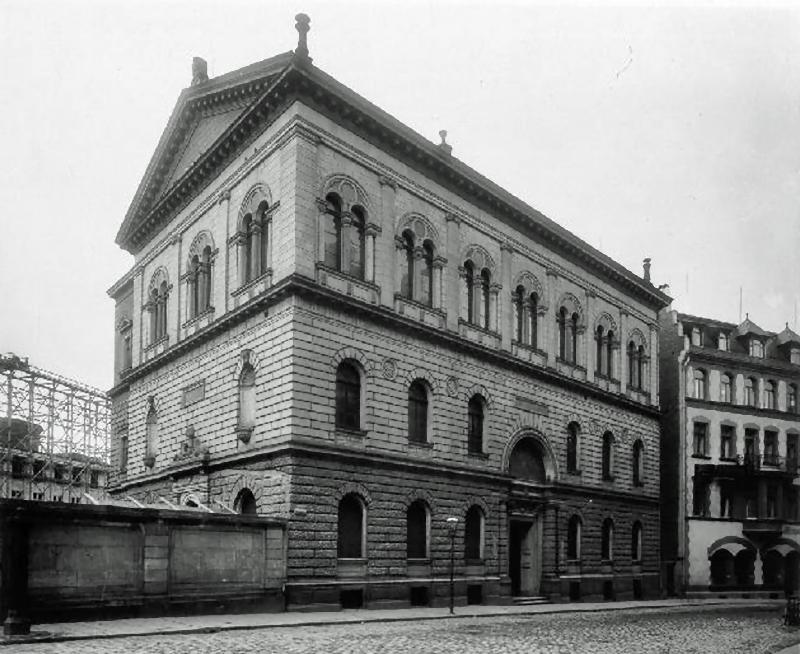
Logenhaus Minerva zu den drei Palmen (nach 1901)

Druck- und Verlagshaus J. J. Weber (vor 1909)

- 1876–1877: Höhere Schule für Mädchen in Leipzig, Albertstraße 23 (heute Riemannstraße) / Schletterstraße 7 (gemeinsam mit Georg Häckel)
- 1877: Pfarrhaus der Peterskirche in Leipzig, Albertstraße 38 (Riemannstraße; gemeinsam mit Georg Häckel)
- 1878: Villa Bösenberg in Leipzig, Erfurter Straße 4 (vormalige Villa des Ziegeleibesitzers Brandt, heute Galerie)
- 1881: Hauptfeuerwache in Leipzig, Fleischerplatz
- 1881–1882: Wohnhäuser Stephanstraße 10/12 und Stephanstraße 16/18 in Leipzig
- 1881–1882: Kinderbewahranstalt des Vereinigten Theresia- und Elsbethstiftes in Leipzig, Elsbethstraße 38[5]
- 1881–1883: Büro und Fabrikhalle für die Fabrik für Drahtseilbahnen Adolf Bleichert & Co. in Leipzig-Gohlis (1973–1991 VEB Verlade- und Transportanlagen Leipzig „Paul Fröhlich“)
- 1882/1883: Gartenhaus hinter dem heutigen Heinrich-Budde-Haus in Leipzig, Lützowstraße 19
- 1884–1886: Haus der Loge Minerva zu den drei Palmen in Leipzig, Schulstraße 1 (1905 abgerissen)
- 1887: Landhaus für den Verleger Dr. Felix Weber (Sohn des Verlagsgründers Johann Jacob Weber) in Naunhof, Waldstraße 63
- 1887–1905: diverse Bauten des Verlags Philipp Reclam jun. in Leipzig, Inselstraße 22
- 1888: Geschäftshaus Grimmaische Straße 27 in Leipzig (nicht erhalten)
- 1889: Villa Adelheidstraße 26 in Quedlinburg
- 1890–1891: Hotel Palmbaum in Leipzig, Gerberstraße (nicht erhalten)
- 1896: Gebäudekomplex des Druck- und Verlagshauses J. J. Weber in Leipzig, Reudnitzer Straße 1–7
- 1916: Erweiterungsbau der Buchbinderei Hübel und Denck in Leipzig, Tauchaer Straße (heute Rosa-Luxemburg-Straße) 17

sowie undatiert:
- Villensiedlung Mörikestraße in Leipzig
- Werkskolonie für die Fabrik ätherischer Öle Schimmel & Co. in Miltitz